# Bicilec

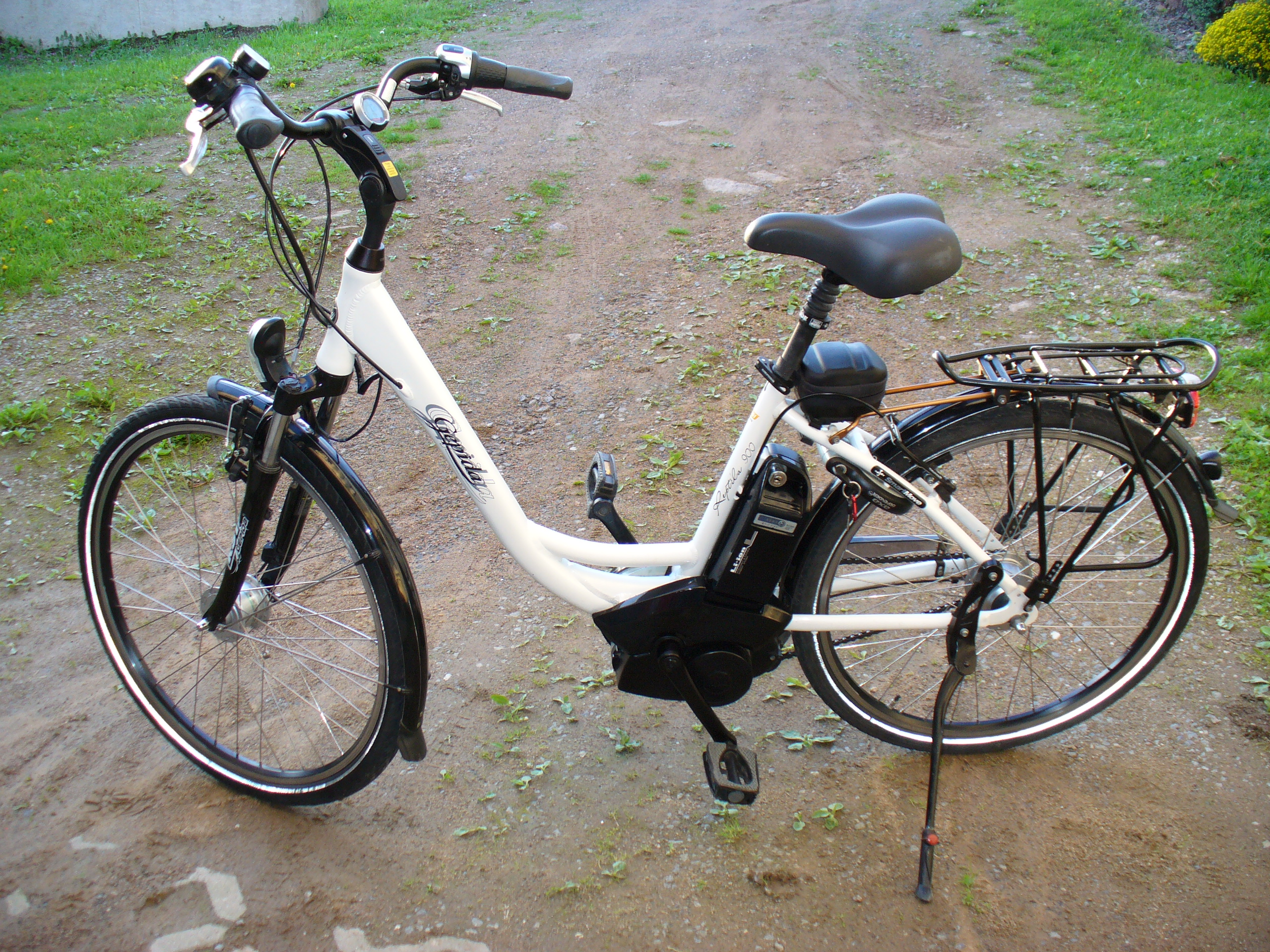
Modelo "Reptila" con motor Yamaha.

Una bicilec o  pedelec (del inglés pedal electric cycle) es un tipo especial de bicicleta eléctrica (en Suiza un subtipo de las E-Bikes) en la que el conductor es ayudado mediante tracción eléctrica solamente cuando pedalea. Como la acción de pedalear es necesaria y la ayuda está constructivamente limitada, tal tipo de bicicleta no es considerado como vehículo de motor de acuerdo con la ley. 
En Alemania, una bicilec con un motor de potencia máxima de 250 vatios y una velocidad máxima de 25 km/h limitada constructivamente, no es considerada como un vehículo según el reglamento relativo a la puesta en circulación de automóviles. No existe la obligatoriedad de matrícula, de seguro de responsabilidad civil, de permiso de conducir y de casco. En Suiza una bicilec con un motor de 500 vatios de potencia máxima y con una tracción de pedaleo de hasta 25 km/h es considerada como una motocicleta ligera.   
La variante más rápida es la llamada S-bicilec (e-bicis rápidas) que también tiene el soporte de un motor accionado mediante tracción al pedalear y que alcanza hasta más de 25 km/h, en Suiza hasta 45 km/h. En Alemania es considerada como un vehículo, para lo cual son necesarios el permiso de circulación, seguro de responsabilidad civil, el permiso de conducir correspondiente y, en caso necesario, una autorización oficial. En Suiza una S-bicilec es equiparada a las motocicletas y, por lo tanto, requiere la obligatoriedad de permiso de conducir y de otros permisos.
Una bicicleta que sin tracción de pedaleo circula a una velocidad superior a los 6 km/h es un subtipo más de E-bicis. Por el contrario, en Alemania tales bicicletas son denominadas únicamente como e-bicis; asimismo se las trata como vehículos según las leyes locales.

## Historia
El concepto Bicilec empezó a utilizarse por primera vez en 1999.

### Antecedentes

Pedelec

E-Bike

Egon Gelhard de Zülpich sentó las bases del principio para la bicilec en 1982 mediante un estudio, la “E-bici-Gelhard”. Los pedales tienen que girar, la tracción del motor depende del rendimiento del pedaleo. Esta idea se puso en práctica por primera vez en una bicilec, con la que se participó en el Tour de Sol en 1990 y se ganó en la categoría correspondiente. Procedía de Michael Kutter, el cual fundó en 1989 la “Schweizer Unternehmen Velocity” (actualmente Dolphin E-Bikes), a partir de 1992 lanzó prototipos al mercado y en 1995 se convirtió en producción en serie. Kutter es el inventor del control mediante EOV (EOV es un acrónimo para Electronic Varable Overdrive).

### Desarrollo
A partir de 1993 la empresa japonesa Yamaha le proporcionó al bicilec una mayor difusión en Japón bajo el nombre “Power Assist”. Yamaha introdujo el control mediante PAS (PAS es un acrónimo para Power Assist System).
A partir de 1995 se lanzaron al mercado a pequeña escala los primeros Flyers de la empresa suiza BKTech AG (actualmente Biketec AG) fundada en el mismo año. También se dieron a conocer fuera de Suiza. En Suiza el nombre de la marca Flyer se convirtió en sinónimo para la bicilec.
A finales de los años 90 los grandes fabricantes de bicicletas –como Mérida MKB/Yamaha y Kynast– dominaron el mercado. Sin embargo, a partir del 2000 la moda de las bicicletas eléctricas fue disminuyendo otra vez. Aproximadamente en el 2005 empezó un nuevo auge con la batería ligera de litio. A ello contribuyó también que una bicilec lanzada actualmente al mercado fuera “más chic”. Esto podría ser debido a que ya no recuerda, como antes, a un recurso para usuarios con capacidad limitada de movimientos o en fase de recuperación (véase rehabilitación médica). 
En el 2012 se utilizaron aproximadamente 1,3 millones de bicilecs en Alemania, de las cuales apenas 380.000 bicilecs fueron compradas sólo en ese año (15% más que en el 2011, en el que se dio un incremento del 55% frente al 2010). Desde el 2008 las cifras de ventas han ido aumentando en más del 30% cada año. Como comparación: La flota de bicicletas ascendió alrededor de 70 millones de unidades en el 2011 (de las cuales se supone que 30 millones se utilizan regularmente), según la Asociación de la Industria de Bicicletas de Alemania (ZIV). Las bicicletas eléctricas suponen un porcentaje del 10% en la totalidad del mercado de bicicletas, de las cuales el 95% son bicilecs.